# Ivar Nordenfelt (militär)
Ivar Nordenfelt, född den 23 september 1867 i Göteborg, död den 30 juni 1944 i Stockholm, var en svensk sjömilitär. Han var bror till Per Nordenfelt, måg till Jarl Christerson och far till Olof Nordenfelt. 
Nordenfelt blev underlöjtnant vid flottan 1888, löjtnant 1890 och kapten 1898. Han tjänstgjorde i Marinförvaltningen 1897–1898, var lärare i vapenlära vid Sjökrigsskolan 1902–1905 och stabschef i befälhavande amiralens i Karlskrona kommendantstab från 1911. Nordenfelt befordrades till kommendörkapten av andra graden 1910 och av första graden 1914. Han beviljades avsked 1922.  Nordenfelt invaldes som ledamot av Örlogsmannasällskapet 1906. Han blev riddare av Svärdsorden 1909. Nordenfelt vilar på Galärvarvskyrkogården.